# Municipio de Delana
El municipio de Delana (en inglés: Delana Township) es un municipio ubicado en el condado de Humboldt en el estado estadounidense de Iowa. En el año 2010 tenía una población de 468 habitantes y una densidad poblacional de 4,97 personas por km².

## Geografía
El municipio de Delana se encuentra ubicado en las coordenadas 42°51′50″N 94°15′59″O / 42.86389, -94.26639. Según la Oficina del Censo de los Estados Unidos, el municipio tiene una superficie total de 94.11 km², de la cual 94,11 km² corresponden a tierra firme y (0 %) 0 km² es agua.

## Demografía
Según el censo de 2010, había 468 personas residiendo en el municipio de Delana. La densidad de población era de 4,97 hab./km². De los 468 habitantes, el municipio de Delana estaba compuesto por el 93,59 % blancos, el 0,21 % eran afroamericanos, el 0,85 % eran amerindios, el 4,7 % eran de otras razas y el 0,64 % eran de una mezcla de razas. Del total de la población el 4,91 % eran hispanos o latinos de cualquier raza.